# Матинкюля (станция метро)
Матинкюля (фин. Matinkylä) или по-шведски Маттбю (швед. Mattby) — одна из восьми станций Хельсинкского метрополитена, открывшихся 18 ноября 2017 года. Станция расположена в одноимённом районе в городе Эспоо, между станцией Нииттюкумпу, до которой 1,9 км, и станцией Финноо, до которой 1,6 км. Планируется, что пассажиропоток станции в будни будет составлять около 30 000 человек. Была конечной до 3 декабря 2022, в эту дату был открыт участок «Матинкюля» — «Кивенлахти»